# Алексєєв Анатолій Якович
Анато́лій Я́кович Алексє́єв (нар. 1 травня 1942, смт Навля, нині Брянської області, Росія) — український мовознавець. Доктор філологічних наук (1992). Професор (1994).

## Життєпис
1966 року закінчив Одеський університет.
1966—1992 роки — працював у Дніпропетровському університеті: 1966—1969 — викладач, 1971—1975 — старший викладач, 1975—1984 роки — доцент, 1984—1992 роки — завідувач кафедри романської філології.
Від 1994 року — завідувач кафедри іноземних мов Українського хіміко-технологічного університету (Дніпропетровськ).

## Наукова робота
Досліджує проблеми загального мовознавства, лексикології, стилістики, дериватології, теорії тексту та прагматики.

### Праці
Автор і співавтор низки книг (видано російською мовою):
- «Функціональна кореляція дієслово — ім'я у французькій мові» (Кишинів, 1975) — співавтор.
- «Деякі проблеми стилістичного словотвору» (Кишинів, 1980) — співавтор.
- «Іменне суфіксальне словотворення у французькій мові» (Дніпропетровськ, 1982).